# 正寿院 (蒲生忠知正室)
正寿院（しょうじゅいん、元和2年（1616年） - 元禄13年（1700年）6月）は、江戸時代前期の女性。磐城平藩主内藤政長の七女。伊予松山藩主蒲生忠知の正室。
寛永5年7月5日（1628年8月4日）、13歳で伊予松山藩主の蒲生忠知に嫁ぐ。忠知は11歳年上ではあったが、蒲生氏郷と徳川家康を祖父に持っていた。細川忠興が国元に送った書状では、宴席は3日間にわたって行われ、最終日の7日には忠知の母方の伯父にあたる大御所徳川秀忠とその息子の将軍徳川家光も参加している。また、忠知の重臣である蒲生郷喜は正寿院の姉を娶っており、郷喜と忠知は義理の兄弟ということになった。忠知と正寿院の婚姻は江戸幕府の仲介があったと考えられるが、偶然にも重臣の一人である蒲生郷喜が主君・忠知の義兄の地位を手に入れたことが重臣間の勢力争いに微妙な影響を与え、他の重臣が郷喜排除を画策する寛永蒲生騒動の一因ともなった。
忠知には寛永8年（1631年）、嫡男の鶴松が生まれているが、忠知の幼名である「鶴松」が与えられ、家中でもただちに蒲生家の嫡男として遇されていることから、正寿院が生んだ可能性が高い。しかし、寛永10年（1633年）9月を最後にその動向が分からなくなることから、それから程なく亡くなったと推測される。
寛永11年8月18日（1634年10月9日）、忠知が滞在先の京都で急死する。忠知に男子がいなかったため、本来はただちに改易になるところであったが、この時正寿院が懐妊していたためにその結果を待って取り扱い方を決めることになった。しかし、同年冬に生まれたのが女子であったために伊予松山藩は改易が決定された。ただし、江戸幕府では誕生した娘が徳川家康の曾孫にあたることを配慮して、将来的に婿を迎えて蒲生家を再興することも検討されていたが（『蒲生古蹟考』）、寛永13年8月9日（1636年9月8日）に娘も死去したことで蒲生家再興の道は閉ざされたという。寛文11年（1671年）10月頃に、自らの屋敷を寺にして、夫や子供の菩提を弔ったと伝えられている。正寿院は元禄13年（1700年）6月に85歳で死去したと伝えられている（『断家譜』）。